# António de Spínola
António Sebastião Ribeiro de Spínola (kendt som António de Spínola, Portugisisk udtale: [ɐ̃ ˈtɔniu dɨ ˈspinulɐ]; 11. april 1910 – 13. august 1996) var en portugisisk militærgeneral, forfatter og konservativ politiker, han spillede en vigtig rolle i Portugals overgang til demokrati efter Nellikerevolutionen, og var Portugals 14. præsident en periode i 1974.